# New Deal (Texas)
New Deal es un pueblo ubicado en el condado de Lubbock en el estado estadounidense de Texas. En el Censo de 2010 tenía una población de 794 habitantes y una densidad poblacional de 276,18 personas por km².

## Geografía
New Deal se encuentra ubicado en las coordenadas 33°43′37″N 101°50′25″O / 33.72694, -101.84028. Según la Oficina del Censo de los Estados Unidos, New Deal tiene una superficie total de 2.87 km², de la cual 2.84 km² corresponden a tierra firme y 0.04 km² (1.26%) es agua.

## Demografía
Según el censo de 2010, había 794 personas residiendo en New Deal. La densidad de población era de 276,18 hab./km². De los 794 habitantes, New Deal estaba compuesto por el 83.38% blancos, el 0.88% eran afroamericanos, el 0.63% eran amerindios, el 0% eran asiáticos, el 0% eran isleños del Pacífico, el 12.34% eran de otras razas y el 2.77% pertenecían a dos o más razas. Del total de la población el 36.78% eran hispanos o latinos.